# Oocystis
Oocystis — планктонний рід переважно прісноводних зелених водоростей родини Oocystaceae. Типовим видом є Oocystis naegelii A.Braun.